# Трикарбид динептуния
Трикарбид динептуния — бинарное неорганическое соединение
нептуния и углерода
с формулой Np2C3,
чёрно-серые кристаллы.

## Получение
- Нагревание карбида нептуния с углеродом в вакууме:

{\displaystyle {\mathsf {2NpC+C\ {\xrightarrow {1400^{o}C}}\ Np_{2}C_{3}}}}

## Физические свойства
Трикарбид динептуния образует чёрно-серые кристаллы
кубической сингонии,
пространственная группа I 43d,
параметры ячейки a = 0,80123 нм, Z = 8.